# Rickettsien
Rickettsien (Bakterien der Gattung Rickettsia) sind weltweit vorkommende, zu den Bakterien zählende Organismen, die sich in vielen Zecken, Flöhen, Milben und Läusen finden und denen diese als Vektoren (Überträger) dienen.
Beim Menschen verursachen sie (endemisch in Mittelmeerländern, Osteuropa, den Tropen und Nordamerika) eine ganze Reihe von Krankheiten mit unterschiedlichen Krankheitsbildern, die medizinisch zur Gruppe der Rickettsiosen zusammengefasst werden. Als Beispiele seien genannt Fleckfieber (syn. Typhus exanthematicus), Wolhynisches Fieber (Schützengrabenfieber), Rickettsien-Pocken, Brill-Zinsser-Krankheit, Boutonneuse-Fieber (Mittelmeer-Zeckenfleckfieber) und das Rocky-Mountain-Fleckfieber. Wie Viren gedeihen Rickettsien als intrazelluläre Parasiten ausschließlich in lebenden Zellen. Auf diese Weise gelingt es ihnen, dem Immunsystem ihrer Wirte zu entgehen. Die Bezeichnung „Rickettsien“ wird häufig für alle Mitglieder der Ordnung der Rickettsiales verwendet.
Als Rickettsien benannt wurden diese Organismen zu Ehren des Pathologen Howard Taylor Ricketts, der unter anderem das Rocky-Mountains-Fleckfieber erforschte, dessen Erreger er im Blut infizierter Menschen und in der als Vektor aktiven Viehzeckenart nachweisen konnte. 1909 reiste er mit dem Ziel, das Fleckfieber zu erforschen, nach Mexiko-Stadt. Dabei infizierte er sich mit Rickettsien, erkrankte und verstarb 1910.
Typische Symptome einer Rickettsiose sind Fieber, Kopfschmerzen und Exanthem. Die Diagnose erfolgt meist serologisch.
Die Mehrzahl aller Rickettsien ist empfindlich gegenüber Antibiotika der Tetracyclin-Gruppe; in einem geeigneten Fall kann eine Infektion mit einer zweiwöchigen Gabe von Doxycyclin behandelt werden. Alternativ werden auch Chinolone eingesetzt. Bei Infektionen des Zentralen Nervensystems kommen Chloramphenicol oder (das Tetrazyklin) Doxycyclin in Kombination mit Chinolonen und/oder Rifampicin als antimikrobielle Arzneimittel in Betracht. In feuchten Medien erfolgt eine Abtötung bei 50 °C in 15 Minuten. Auch mit herkömmlichen Desinfektionsmitteln lassen sich die Pathogene wirksam zerstören.

## Eigenschaften
Rickettsien sind gramnegative, hochgradig vielgestaltige (polymorphe, pleomorphe) Organismen, die keine Sporen bilden. Häufig handelt es sich um runde (Kokken) bis ovale Bakterien mit einem Durchmesser von 0,1 µm; sie können auch als Stäbchen (1–4 μm lang) oder Faden-artig (10 μm lang) auftreten. Gelegentlich bilden sie Ketten, meist kommen sie jedoch einzeln oder in Paaren vor. Das Überleben der obligatorisch intrazellulären Rickettsien hängt völlig von ihrer eukaryotischen Wirtszelle (meist Endothelzellen) ab, in deren Cytoplasma sie eindringen müssen, um vor dem Abwehrsystem des Wirts geschützt zu sein. Auch die Vermehrung durch Querteilung findet im Inneren der Wirtszelle statt. Die Freisetzung der Bakterien erfolgt anschließend durch Abschnürung aus der Zellmembran (Exozytose) oder durch Lyse, wodurch die Wirtszelle zerstört wird. Zumindest R. conorii ist zur Bewegung innerhalb der Wirtszelle fähig.
Aufgrund ihrer Abhängigkeit von der Wirtszelle können die Bakterien im Labor nicht in künstlichen Nährmedien gehalten werden. Man züchtet sie daher entweder in biologischen Geweben oder Embryo-Kulturen (typischerweise werden Hühnerembryonen verwendet). Wegen ihrer Zellabhängigkeit und ihres reduzierten Stoffwechsels wurden Rickettsien in der Vergangenheit als Mikroorganismen häufig irgendwo zwischen den Viren und den größeren echten Bakterien eingruppiert, gleichsam als eine „Zwischenspezies“. Man bezeichnete sie lange auch als „Große Viren“.

## Mechanismus der Zellinvasion
Wie es Rickettsien gelingt, in eukaryotische Zellen einzudringen, war bislang ein Rätsel. Wissenschaftlern vom Institut Pasteur in Paris ist es Ende 2005 gelungen, anhand von Rickettsia conorii zwei am Eindringvorgang beteiligte Schlüsselproteine zu identifizieren. Es handelt sich um das bakterielle Protein rOmpB und um das Säugerprotein Ku70, das sich normalerweise im Zellkern von Säugetierzellen findet. Offensichtlich kann es aber auch zur Zellmembran wandern, wo es vom Rickettsien-eigenen rOmpB festgehalten und zum Eindringen in die Zelle genutzt wird. Die Wissenschaftler bezeichneten Ku70 aufgrund dieser „verräterischen“ Eigenschaft auch als „molekularen Handlanger“ der Rickettsien.

## Endosymbiontentheorie
Die Art Rickettsia prowazekii ist von besonderem Interesse der Endosymbiontentheorie in Bezug auf die Mitochondrien. In dem Einzeller Reclinomonas americana wurden Mitochondrien mit dem größten bisher bekannten Genom gefunden. Man geht also davon aus, dass bei diesem Mitochondrium genetisch noch die größte Übereinstimmung mit dem ursprünglichen Symbionten übrig geblieben ist. Bei Vergleichen von Bakterien mit der mitochondrialen DNA dieses Einzellers zeigte wiederum das vollständig sequenzierte Genom von Rickettsia prowazekii die größte Übereinstimmung. So kann man davon ausgehen, dass Rickettsia eine enge Verwandtschaft mit dem Vorfahren der Mitochondrien hat.
Als gesichert wird diese Annahme allerdings nicht angesehen. Das Genom von Rickettsia prowazekii ist wie auch das in den Mitochondrien zu findende Genom sehr klein. Beide sind in den Milliarden Jahren der Evolution vermutlich geschrumpft, weshalb auch eine starke Ähnlichkeit der Genstruktur keine klare Aussage zulässt. So könnten z. B. auch Rickettsia und das ursprüngliche Bakterium, das den Symbionten bildete, von einem gemeinsamen Vorfahren abstammen.

## Gruppierung
Bezüglich ihrer Eigenschaft als humanpathogen werden Rickettsien gewöhnlich in folgende drei Gruppen gegliedert:
| Organismus    | verursachte Krankheit                                                                        | Vorkommen                                        |
| ------------- | -------------------------------------------------------------------------------------------- | ------------------------------------------------ |
| R. rickettsii | Rocky-Mountains-Fleckfieber                                                                  | westliche Hemisphäre                             |
| R. akari      | Rickettsien-Pocken                                                                           | USA, frühere Sowjetunion                         |
| R. conorii    | Boutonneuse-Fieber leichter Verlauf: Lymphadenitis, stark ausgeprägte Primärläsion, Exanthem | Mittelmeerländer, Afrika, Südwestasien, Indien   |
| R. africae    | Afrikanisches Zeckenbissfieber (African tick bite fever)                                     | Afrika südlich der Sahara, Französische Antillen |
| R. felis      | Flohfleckfieber (Syn. Katzenflohtyphus, cat flea typhus)                                     | weltweit                                         |
| R. sibirica   | Sibirian tick typhus („nordasiatisches oder sibirisches Zeckenbissfieber“)                   | Sibirien, Mongolei, nördliches China             |
| R. australis  | Australian tick typhus („australisches Zeckenbissfieber“)                                    | Australien                                       |
| R. japonica   | Japanisches Fleckfieber                                                                      | Japan                                            |

| Organismus    | verursachte Krankheit                                                               | Vorkommen |
| ------------- | ----------------------------------------------------------------------------------- | --------- |
| R. prowazekii | Klassischer Typhus exanthematicus, Brill-Zinsser-Krankheit, klassisches Fleckfieber | weltweit  |
| R. typhi      | murines Fleckfieber (endemischer Typhus)                                            | weltweit  |

| Organismus                                             | verursachte Krankheit | Vorkommen                                              |
| ------------------------------------------------------ | --- | ------------------------------------------------------ |
| O. tsutsugamushi (jetzt eine eigene Gattung, Orientia) | Tsutsugamushi-Fieber (scrub typhus); schwerer Verlauf: Enzephalitis, Lymphadenitis, stark ausgeprägte Primärläsion, Exanthem | Südwestasien, nördliches Australien, Pazifische Inseln |

## Systematik
Folgende Arten sind in der Gattung Rickettsia zusammengefasst:
- Rickettsia aeschlimannii Beati et al. 1997
- Rickettsia africae Kelly et al. 1996
- Rickettsia akari Huebner et al. 1946
- Rickettsia asiatica Fujita et al. 2006
- Rickettsia australis Philip 1950
- Rickettsia bellii Philip et al. 1983
- Rickettsia canadensis corrig. McKiel et al. 1967
- Rickettsia conorii Brumpt 1932
- Rickettsia felis Bouyer et al. 2001, emend. La Scola et al. 2002
- Rickettsia heilongjiangensis Fournier et al. 2006
- Rickettsia helvetica Beati et al. 1993
- Rickettsia honei Stenos et al. 1998
- Rickettsia japonica Uchida et al. 1992
- Rickettsia massiliae Beati & Raoult 1993
- Rickettsia montanensis corrig. (ex Lackman et al. 1965) Weiss & Moulder 1984
- Rickettsia parkeri Lackman et al. 1965
- Rickettsia peacockii Niebylski et al. 1997
- Rickettsia prowazekii da Rocha-Lima 1916
- Rickettsia raoultii Mediannikov et al. 2008
- Rickettsia rhipicephali (ex Burgdorfer et al. 1978) Weiss & Moulder 1988
- Rickettsia rickettsii (Wolbach 1919) Brumpt 1922
- Rickettsia sibirica Zdrodovskii 1948
- Rickettsia slovaca Sekeyová et al. 1998
- Rickettsia tamurae Fournier et al. 2006
- Rickettsia typhi (Wolbach & Todd 1920) Philip 1943